# NGC 5171
NGC 5171 este o galaxie lenticulară situată în constelația Fecioara. A fost descoperită în 5 mai 1883 de către . Se află la o distanță de 100,55 megaparseci de Pământ.